# Stromlinien-Panzerwels
Der Stromlinien-Panzerwels (Hoplisoma granti, Synonym: Corydoras granti) ist eine kleine Süßwasserfischart aus der Gruppe der Panzerwelse (Corydoradinae), die im mittleren und westlichen Amazonasgebiet weit verbreitet ist. Nachgewiesen wurde sie in den Stromgebieten von Rio Negro, Río Napo, Río Caquetá, Río Putumayo, Rio Juruá, Rio Purus und Rio Javari, sowie in verschiedenen kleineren, direkten Nebenflüssen des Amazonas in Brasilien, Kolumbien, Ecuador und Peru.

## Merkmale
Der Stromlinien-Panzerwels kann eine Standardlänge von etwa 5 cm erreichen. Im Querschnitt ist der Körper elliptisch und zum Schwanz hin zunehmend abgeflacht. Das Kopfprofil ist gebogen und die Schnauze ist abgerundet. Das Rückenprofil ist unterhalb der Rückenflosse gebogen, danach gerade.
- Flossenformel: Dorsale II/7–9, Anale ii/5–6, Pectorale I/8–9, Ventrale i/5, Caudale i/11–12/i.[1]

Die Grundfärbung der Fische ist weißlich-grau und schimmert etwas grünlich oder gelblich, vor allem auf dem Kiemendeckel und am Cleithrum. Es gibt jedoch auch gelbliche oder rötlich-braune Tönungen, besonders auf dem Rücken.
Charakteristisch für den Stromlinien-Panzerwels ist ein langer, gewölbter, durchgehender schwarzer Streifen, der parallel zum Rückenprofil auf den Körperseiten verläuft. Dieses Merkmal teilt Hoplisoma granti jedoch mit Brochis arcuatus, Corydoras narcissus, Gastrodermus gracilis und Hoplisoma urucu. Von diesen Arten kann Hoplisoma granti durch die relativ großen und zusammengewachsenen Knochenplatten am Bauch unterschieden werden und von B. arcuatus, G. gracilis und C. narcissus zusätzlich durch die Richtung der Zähnchen auf dem gesägten Hartstrahl der Brustflossen die bei Hoplisoma granti zur Spitze gerichtet sind, während sie bei den anderen Arten zur Basis des Stachels gerichtet sind. Von B. arcuatus kann Hoplisoma granti außerdem durch die Richtung der Zähnchen auf dem gesägten Hartstrahl der Rückenflosse unterschieden werden, die bei B. arcuatus nach unten zeigen, während sie bei Hoplisoma granti nach oben gerichtet sind.

## Lebensraum
Hoplisoma granti kommt sowohl in ruhigen Schwarzwasserflüssen und Bächen als auch in schnell fließenden Gewässern vor, oft zusammen mit anderen Panzerwelsarten, wie Brochis ambiacus, B. arcuatus, Brochis leopardus, Brochis sodalis, Hoplisoma leucomelas, Hoplisoma trilineatum und Gastrodermus elegans.

## Systematik
Die Panzerwelsart war in der Aquaristik als Stromlinien-Panzerwels schon seit Jahrzehnten bekannt und wurde sowohl in aquaristischen als auch in wissenschaftlichen Publikationen unter der Bezeichnung Corydoras arcuatus geführt. Im Jahr 2014 äußerte der Aquarianer und Amateurichthyologe Steven Grant Zweifel daran das es sich beim Stromlinien-Panzerwels um C. arcuatus handelt, da der Stromlinien-Panzerwels eine abgerundete Schnauze hat, der Holotyp von C. arcuatus dagegen spitzschnäuzig ist. Im August 2019 wurde der Irrtum durch drei brasilianische Ichthyologen in einer wissenschaftlichen Publikation aufgeklärt und der Stromlinien-Panzerwels wurde als neue Art (Corydoras granti) beschrieben und nach Steven Grant benannt. Im Juni 2024 wurde der Stromlinien-Panzerwels im Zuge einer Revision der Panzerwelse zusammen mit allen anderen kurzschnäuzige Panzerwelsen in die Gattung Hoplisoma verschoben.

## Belege
1. 1 2 3 4 5 6 7  Tencatt, L.F.C., Lima, F.C.T. & Britto, M.R. (2019): Deconstructing an octongeneric misconception reveals the true Corydoras arcuatus Elwin 1938 (Siluriformes: Callichthyidae) and a new Corydoras species from the Amazon basin. Journal of Fish Biology, 95 (2): 453–471, doi: 10.1111/jfb.13980, PDF.
2. ↑  Glaser, U, F. Schäfer und W. Glaser, 1996. Aqualog - all Corydoras. A.C.S, Germany. 142 S.
3. ↑  Fuller, I. A. M. und H. G. Evers. 2011. Identifying Corydoradinae catfish. Supplement 1. Ian Fuller Enterprises, Worcestershire, 141 S.
4. ↑  Britto, M. R., W. B. Wosiacki und L. F. A. Montag, 2009. A new species of Corydoradinae catfish (Ostariophysi: Siluriformes: Callichthyidae) from Rio Solimões Basin, Brazil. Copeia 2009 (no. 4): 684–689.
5. ↑  Castro, D. M., 1987. The fresh-water fishes of the genus Corydoras from Colombia, including two new species (Pisces, Siluriformes, Callichthyidae). Boletin Ecotrópica. No. 16: 23–57, Pls. 1–11.
6. ↑  Nijssen, H. und I. J. H. Isbrücker, 1986. Review  of the genus Corydoras from Peru and Ecuador (Pisces, Siluriformes, Callichthyidae). Studies on Neotropical Fauna and Environment v. 21 (no. 1–2): 1–68.
7. ↑  Grant, S. (2014). On the identity of Corydoras arcuatus Elwin, 1938 and some similarly patterned species (Siluriformes: Callichthyidae). Journal of the Catfish Study Group,15,24–29 PDF (Memento des Originals vom 14. August 2019 im Internet Archive)  Info: Der Archivlink wurde automatisch eingesetzt und noch nicht geprüft. Bitte prüfe Original- und Archivlink gemäß Anleitung und entferne dann diesen Hinweis.
8. ↑  Angelica C Dias, Luiz F C Tencatt, Fabio F Roxo, Gabriel de Souza da Costa Silva, Sérgio A Santos, Marcelo R Britto, Martin I Taylor, Claudio Oliveira (2024): Phylogenomic analyses in the complex Neotropical subfamily Corydoradinae (Siluriformes: Callichthyidae) with a new classification based on morphological and molecular data. Zoological Journal of the Linnean Society, zlae053, Juni 2024. doi: 10.1093/zoolinnean/zlae053